# 純市
純市（じゅんいち、6月24日 - ）は、日本のベーシスト。CIVILIANのメンバーであり、ベース担当。栃木県宇都宮市出身。血液型A型。身長160cm。東京スクールオブミュージック専門学校渋谷卒業。本名は加藤 純市。

## 来歴・人物
- 影響を受けたアーティストはLUNA SEA。
- コヤマとは同級生。コヤマからもらったデモ音源を聴いた時点で、感動して泣いてしまうことがよくある。
- 2007年1月までGRAND MANIAでベースを担当していた。GRAND MANIA解散後、コヤマに「実はまだバンドを続けたかったし、この先もしベースが必要になったらいつでも弾く」と伝えていた。

- トレードマークの顎髭は、2011年頃から伸ばしており、毎日三つ編みを解いて、シャンプーとリンスでケアしている。天然パーマである。

## 使用機材
- Addictoneオーダーメイドジャスベース。